# Campionato europeo femminile under 17 di calcio 2014
Il Campionato europeo femminile under 17 di calcio 2014 è stato la settima edizione della competizione organizzata dalla Union of European Football Associations (UEFA) e riservata a formazioni fino all'età massima di 17 anni.
La fase finale si è disputata in Inghilterra dal 26 novembre all'8 dicembre 2013, per fungere da qualificazione per il Campionato mondiale Under-17 2014, in programma nella primavera 2014. La Germania ha vinto il titolo per la quarta volta.

A partire da questa edizione, sono 8 le squadre ammesse alla fase finale, con la nazionale del paese organizzatore qualificata direttamente.

## Qualificazioni

### Squadre qualificate
- Austria (vincitrice del gruppo 2)
- Francia (vincitrice del gruppo 4)
- Germania (vincitrice del gruppo 6)
- Inghilterra (paese organizzatore)
- Italia (vincitrice del gruppo 3)
- Portogallo (migliore seconda)
- Scozia (vincitrice del gruppo 5)
- Spagna (vincitrice del gruppo 1)

## Fase a gironi

### Gruppo A
| Pos. | Squadra     | Pt | G | V | N | P | GF | GS | DR |
| ---- | ----------- | -- | - | - | - | - | -- | -- | -- |
| 1.   | Italia      | 6  | 3 | 2 | 0 | 1 | 3  | 1  | +2 |
| 2.   | Inghilterra | 6  | 3 | 2 | 0 | 1 | 8  | 3  | +5 |
| 3.   | Austria     | 4  | 3 | 1 | 1 | 1 | 2  | 2  | 0  |
| 4.   | Portogallo  | 1  | 3 | 0 | 1 | 2 | 1  | 8  | -7 |

| Arbitro: | Sara Persson |

|  |           |               |
|  | Marcatori | 74’ Cavicchia |

| Telford 26 novembre 2013, ore 19:00 UTC | Austria          | 0 – 0 referto | Portogallo | New Bucks Head\| Arbitro: \| Iryna Turovskaja \| |
| Arbitro:                                | Iryna Turovskaja |               |            |                                                  |

| Arbitro: | Ana Jovanović |

|                            |           |  |
| Giugliano 7’ Marinelli 76’ | Marcatori |  |

| Arbitro: | Lina Lehtovaara |

|                         |           |                 |
| Plumptre 27’ Porter 59’ | Marcatori | 15’ Wasserbauer |

| Arbitro: | Ana Jovanović |

|              |           |                                                                         |
| Ferreira 40’ | Marcatori | 10’ Rouse 33’ Clarke 35’ Primus 47’ Kelly 52’ (rig.) Hassall 60’ Porter |

| Arbitro: | Vesna Budimir |

|  |           |           |
|  | Marcatori | 37’ Dunst |

### Gruppo B
| Pos. | Squadra  | Pt | G | V | N | P | GF | GS | DR |
| ---- | -------- | -- | - | - | - | - | -- | -- | -- |
| 1.   | Spagna   | 7  | 3 | 2 | 1 | 0 | 6  | 0  | +6 |
| 2.   | Germania | 6  | 3 | 2 | 0 | 1 | 8  | 6  | +2 |
| 3.   | Francia  | 3  | 3 | 1 | 0 | 2 | 1  | 6  | -5 |
| 4.   | Scozia   | 1  | 3 | 0 | 1 | 2 | 2  | 5  | -3 |

| Arbitro: | Zuzana Štrpková |

|                              |           |                      |
| Meier 9’ Sehan 12’, 35’, 77’ | Marcatori | 60’ Howat 68’ Walker |

| Arbitro: | Lina Lehtovaara |

|  |           |                             |
|  | Marcatori | 31’ García Boa 53’ Guijarro |

| Arbitro: | Vesna Budimir |

|                                              |           |  |
| Sehan 4’ Ehegötz 26’ Walkling 42’ Specht 71’ | Marcatori |  |

| Burton upon Trent 29 novembre 2013, ore 19:00 UTC | Scozia           | 0 – 0 referto | Spagna | Pirelli Stadium\| Arbitro: \| Iryna Turovskaja \| |
| Arbitro:                                          | Iryna Turovskaja |               |        |                                                   |

| Arbitro: | Zuzana Štrpková |

|                                   |           |  |
| Sánchez 13’, 56’ Bonmatí 66’, 69’ | Marcatori |  |

| Arbitro: | Sara Persson |

|  |           |               |
|  | Marcatori | 62’ Marichaud |

## Fase finale

### Tabellone
|  | Semifinali  | Semifinali  | Semifinali |        |                | Finale          | Finale          | Finale          |  |
|  |             |             |            |        |                |                 |                 |                 |  |
|  | Italia      | Italia      | 0          |        |                |                 |                 |                 |  |
|  | Italia      | Italia      | 0          |        |                |                 |                 |                 |  |
|  | Germania    | Germania    | 1          |        |                |                 |                 |                 |  |
|  | Germania    | Germania    | 1          |        | Germania (dtr) | Germania (dtr)  | 1 (3)           |                 |  |
|  |             |             |            |        | Germania (dtr) | Germania (dtr)  | 1 (3)           |                 |  |
|  |             |             | Spagna     | Spagna | 1 (1)          |                 |                 |                 |  |
|  | Spagna      | Spagna      | Spagna     | Spagna | 1 (1)          | 3               |                 |                 |  |
|  | Spagna      | Spagna      |            |        |                | 3               |                 |                 |  |
|  | Inghilterra | Inghilterra | 0          |        |                | Finale 3º posto | Finale 3º posto | Finale 3º posto |  |
|  | Inghilterra | Inghilterra | 0          |        |                |                 |                 |                 |  |
|  |             |             |            |        |                |                 |                 |                 |  |
|  |             |             |            |        |                | Italia (dtr)    | Italia (dtr)    | 0 (4)           |  |
|  |             |             |            |        |                | Italia (dtr)    | Italia (dtr)    | 0 (4)           |  |
|  |             |             |            |        |                | Inghilterra     | Inghilterra     | 0 (3)           |  |

### Semifinali
| Arbitro: | Ana Minić |

|  |           |              |
|  | Marcatori | 15’ Walkling |

| Arbitro: | Vesna Budimir |

|                                 |           |  |
| Sánchez 16’, 79’ P. Garrote 55’ | Marcatori |  |

### Finale 3º posto
| Arbitro: | Zuzana Štrpková |

|                                             |                      |                                       |
| Boattin Giugliano Marinelli Durante Vergani | Tiri di rigore 4 – 3 | Hassall Williamson Kelly McHugh Walsh |

### Finalissima
| Arbitro: | Sara Persson |

|                          |                      |                                       |
| Hartig 76’               | Marcatori            | 9’ Guijarro                           |
| Meier Sehan Widak Hartig | Tiri di rigore 3 – 1 | Guijarro García Boa García P. Garrote |